# Leptapoderus carbonicolor
Leptapoderus carbonicolor es una especie de coleóptero de la familia Attelabidae.

## Distribución geográfica
Habita en la China, Corea y Rusia.